# Funkcjonariusz międzynarodowy
Funkcjonariusz międzynarodowy (funkcjonariusz organizacji międzynarodowej) – osoba pracująca w organizacji międzynarodowej i ciesząca się z tego tytułu pewnymi przywilejami i immunitetami, porównywalnymi z tymi przysługującymi dyplomatom. 
Zakres przywilejów i immunitetów funkcjonariuszy poszczególnych organizacji regulują:
- akty prawa międzynarodowego ustanawiające te organizacje (np. ich statuty)
- przepisy wewnętrzne organizacji
- umowy zawarte przez organizację z państwami członkowskimi (w szczególności państwem jej siedziby) i państwami trzecimi

Dokumenty te decydują również o tym, komu przysługuje status funkcjonariusza organizacji. Najczęściej z pełni przywilejów korzystają urzędnicy wyższego szczebla oraz pracownicy merytoryczni. Z kolei członkowie personelu pomocniczego i technicznego (kierowcy, ochroniarze, tłumacze itp.) nie korzystają z przywilejów i immunitetów lub ich zakres jest w stosunku do nich ograniczony. Przywileje i immunitety mają także zwykle znacznie mniejszy zakres dla funkcjonariuszy przebywających w danej chwili w państwie, którego są obywatelami. 